# Металлочерепица
Металлочерепица — кровельный материал, представляющий собой листы, изготовленные из тонколистовой стали, алюминия или меди, покрытые полимерным защитным слоем, профилированные методом холодного давления. Листы металлочерепицы по внешнему виду напоминают кладку керамической черепицы.
Сегодня металлочерепица является популярным кровельным материалом: она используется в самых различных климатических условиях.

## Применение

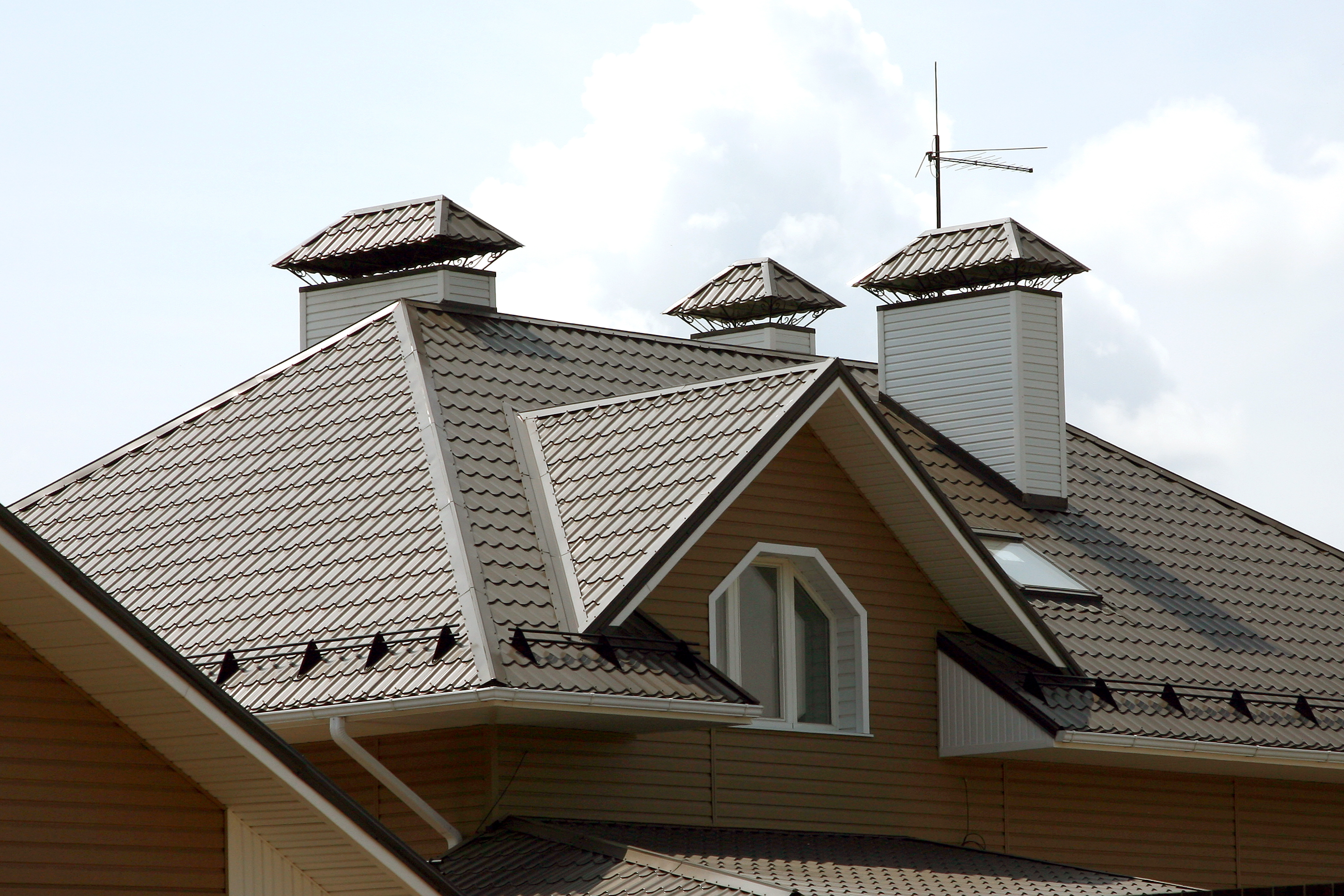
Металлочерепица коричневого цвета

Металлочерепица применяется в качестве покрытия для скатных кровель с минимальным углом наклона ската 14°. Рекомендуется использовать данный вид кровельного покрытия в условиях с неагрессивной или слабоагрессивной степенью воздействия окружающей среды при температуре воздуха от минус 50 до 50 °С.
В случае обустройства металлочерепицей кровли, которая эксплуатируется в условиях умеренно агрессивной среды, необходимо использовать металлочерепицу, изготовленную со специальными покрытиями. При этом строго соблюдать правила монтажа, дополнительно защищая места срезов и отверстий путём окрашивания, используя специальные инструменты для укладки металлочерепицы и применяя самонарезающие винты (саморезы) с неопреновыми прокладками по дереву - для фиксации металлочерепицы к обрешетке, а для кровельных модулей (фиксации между собой модулей) -дополнительно стяжные саморезы неопреновыми прокладкам по металлу.

## История
История изобретения металлочерепицы уходит корнями в начало 80-х, когда компания Rannila впервые выпустила стальной профилированный лист, стилизованный под черепицу, в качестве материала для кровли. Благодаря красивому внешнему виду, надежности, простоте монтажа и относительно невысокой цене, металлочерепица быстро завоевала популярность среди архитекторов, строителей и как следствие у конечных потребителей. В начале 90-х годов она появилась в России.

## Производство

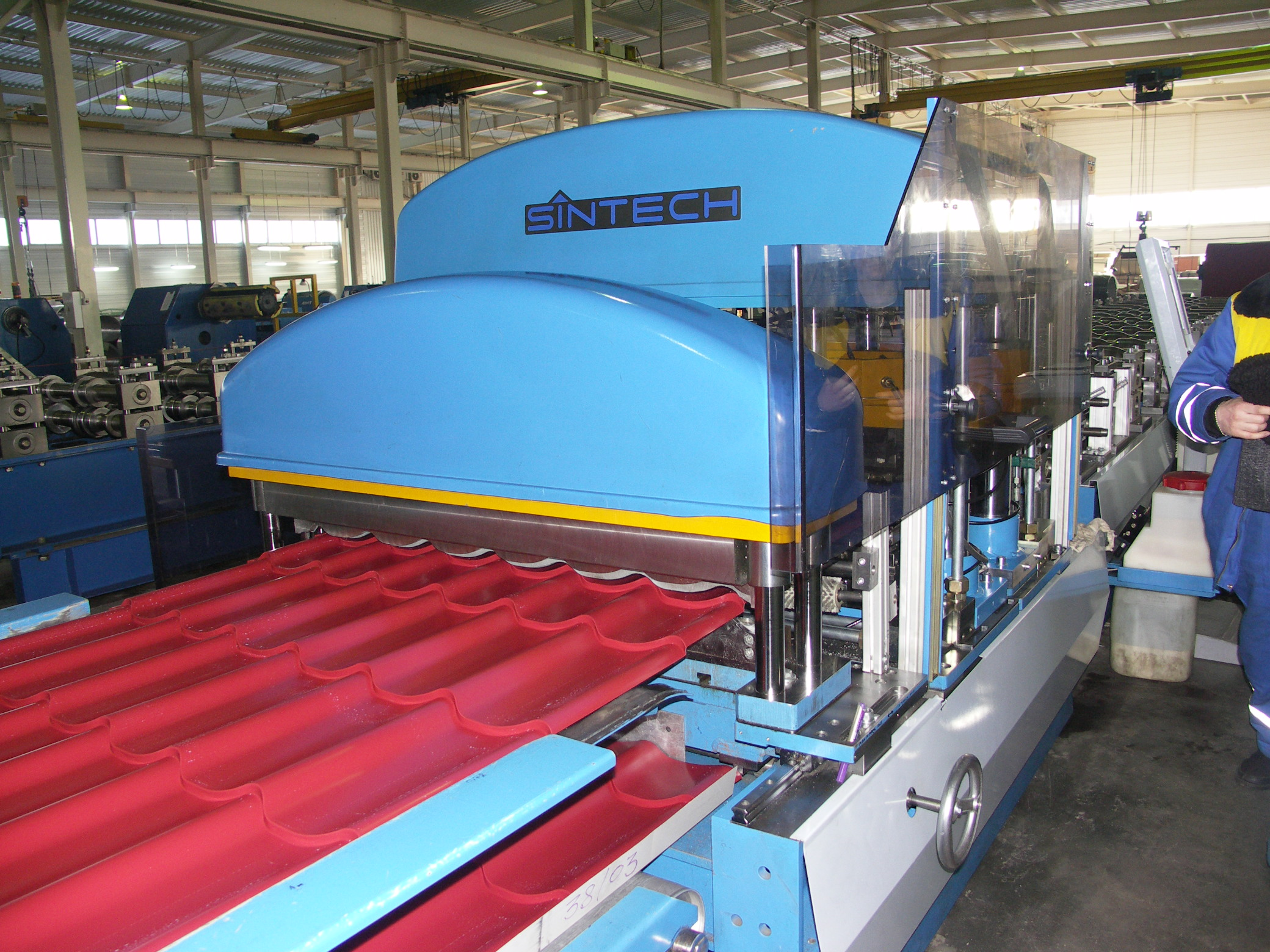
Производство металлочерепицы

Металлочерепица изготавливается на основе проката рулонного металлического тонколистового (0,4-0,5 мм) с защитно-декоративным полимерным покрытием различной цветовой гаммы. Её форма близка к классической черепице, что позволяет во многом сохранить свои достоинства.
Производство металлочерепицы осуществляется на специальных полностью автоматических линиях путём профилирования металлического проката методом холодного давления. Сначала прокат проходит через систему профилировочных роликов, создающих волнообразный профиль. После этого холодной штамповкой формируется поперечная волна. Именно благодаря данному виду штамповки металлический лист приобретает форму черепицы. Далее осуществляется нарезка на листы необходимой длины. После этого уже готовые изделия укладывают в пачки и упаковывают в транспортные пакеты.
Металлочерепицу классифицируют по профилю — в зависимости от конфигурации гофра (высота поперечной волны и её шага -расстояние между двумя поперечными волнами). Профиль металлочерепицы является эстетическим параметром для потребителя, а также определяет правила монтажа настила.
Существует металлочерепица, изготавливаемая в виде отдельных «черепичек», но по причине сложности производства и монтажа такой вид металлочерепицы уступает место профилированным листам.

## Характеристики
Металлочерепица характеризуется своей легкостью. Удельный вес 1 м² металлочерепицы составляет около 5 кг (для сравнения: керамической — 38...40 кг, шифера — 10...15 кг). Именно данная характеристика металлочерепицы позволяет удешевить не только конструкцию стропильной системы, но и всего дома в целом. Соответствующие особые требования к прочности всех элементов строения, начиная с фундамента и заканчивая стропильной системой, являющиеся обязательными для тяжелой кровли, для кровли из металлочерепицы являются неактуальными.
Качество и долговечность металлочерепицы зависят от исходного продукта, используемого для её изготовления,— тонколистового металлического рулонного проката, представляющего собой многослойный материал. Его основа — это лист из низкоуглеродистой стали, который электролитически или методом погружения в расплав с обеих сторон покрывается защитным слоем из цинка, а затем — связующим грунтовочным слоем и защитным декоративным покрытием из полимера необходимых вида и цвета. Полимер должен быть гибким и устойчивым к деформациям. Его задачей служит предохранение стали от коррозии и обеспечение стойкости цвета. Покрытия различаются по своим свойствам, толщине и цене. Наиболее распространёнными покрытиями являются: полиэстер (РЕ толщина 25...30 микрон), полиуретан (Рu толщина 50 микрон).
Следующие характеристики являются определяющими качество металлочерепицы:
- используемая для основы сталь, содержащая необходимые легирующие элементы, которые улучшают прочность и прокат металла;
- класс и вид защитного покрытия;
- класс и вид защитно-декоративного полимерного покрытия.

Металлочерепица, изготовленная из алюминия и меди, уступает стальной по прочности, но качественно отличается стойкостью к коррозии и, как следствие, существенно более длительным сроком службы (до 100 и более лет).

## Металлопрокат
Для изготовления металлочерепицы применяется прокат толщиной от 0,35 до 0,60 мм. Оптимальная толщина проката — 0,45...0,50 мм. Монтаж, эксплуатация и обслуживание кровли из более тонкого металла требует внимательности и осторожности. При монтаже такая черепица может изгибаться, что обусловливает риск возникновения деформаций и снижение функциональных свойств кровельного материала.

## Защитное металлопокрытие
В качестве защитного металлопокрытия при производстве металлочерепицы используют:
- цинковое,
- цинкалюминиевое,
- алюмоцинковое,
- алюмокремниевое, Металлочерепица красного цвета
- железоцинковое,
- иные виды покрытия.

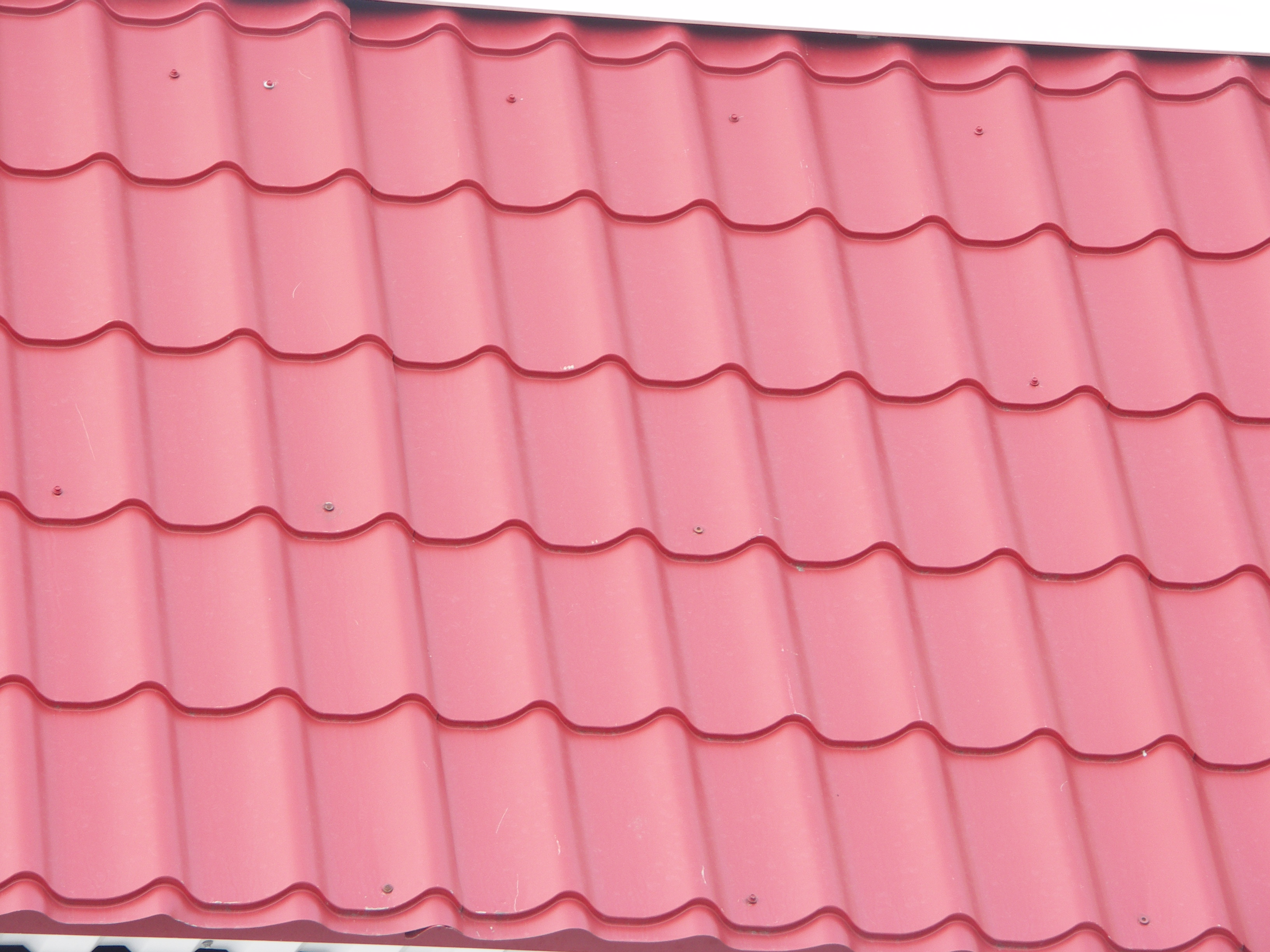
Металлочерепица красного цвета

Коррозионная стойкость проката к внешним воздействиям обусловливается классом защитного металлопокрытия: рекомендуемый для производства металлочерепицы — от 225 до 275 грамм цинка на м2.
Произведенную металлочерепицу с меньшим содержанием цинкового покрытия на обе стороны листа КРАЙНЕ не желательно использовать на открытом воздухе, так как снижение количества цинка (или другого защитного элемента)значительно снижает срок службы металлочерепицы!
Для улучшения защитных свойств производителями разрабатываются и внедряются новые виды покрытий из сплавов цинка и алюминия, цинка и железа, а также других легирующих элементов в различных соотношениях, что позволяет при меньшей толщине покрытия добиться более высоких качеств металлочерепицы (прочности и стойкости к коррозии).

## Защитно-декоративное полимерное покрытие
В качестве защитного декоративного слоя при производстве металлочерепицы используют следующие виды покрытий:
1. полиэстеровые (PE);
2. полиуретановые (Pural); Лист металлочерепицы
3. поливинилденфторидные;
4. акрилатные;
5. полиэфирные (SP);
6. пластизольные.

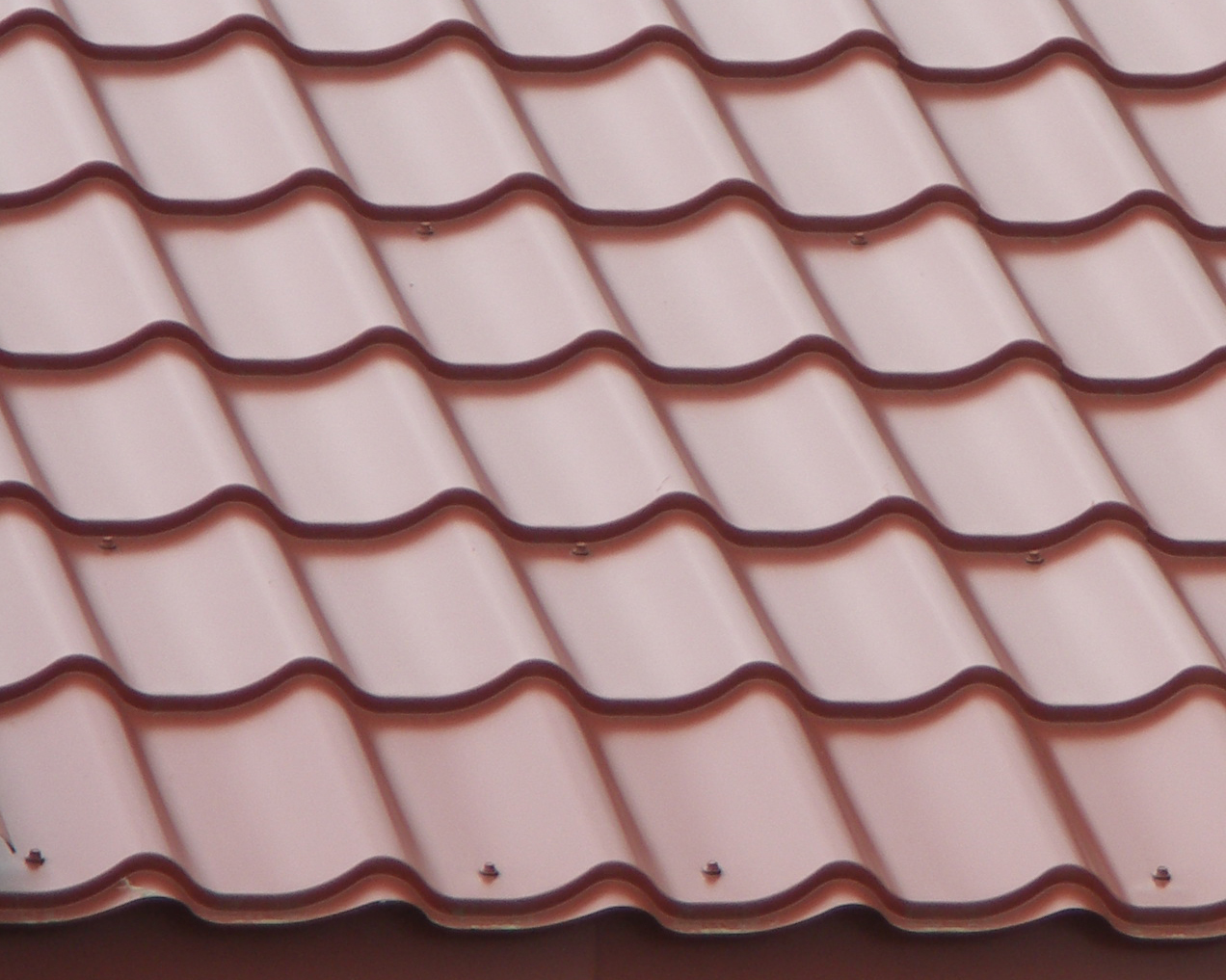
Лист металлочерепицы

В зависимости от типа и толщины защитно-декоративного полимерного покрытия определяется область применения металлочерепицы. Для эксплуатации в условиях среднестатистической городской атмосферы (исключая рядом расположенные источники агрессивных факторов — например, заводские трубы с выбросами отработанных продуктов производства) универсальным покрытием является полиэстер толщиной от 25 до 30 мкм. Для особых условий эксплуатации используют покрытия толщиной до 200 мкм, специально изготавливаемые на основе:
1. полиуретанов — обладают высокой стойкостью к коррозии, механическому износу и ультрафиолету;
2. поливинилденфторида — обладают высокой стойкостью к коррозии и ультрафиолету;
3. поливинилхлорида — обладают высокой стойкостью к коррозии.

Как правило, перечисленные выше покрытия «в чистом виде» не применяются. Многие зарубежные и российские производители используют сложные комбинации сополимеров с различными добавками. Состав разрабатываемых покрытий не раскрывается. Производители присваивают им наименования своих торговых марок, никак не отражающие химическую основу наносимого покрытия.
Полимерные покрытия могут иметь различные текстуру поверхности (глянцевую, матовую, тисненную) и цвет.

## Виды защитно-декоративного полимерного покрытия
Наносимое полимерное покрытие на оцинкованный металл может иметь разную фактуру. От неё зависит как внешний вид, так и толщина самого покрытия, от которого напрямую зависит его износостойкость и долговечность.
Самые распространенные покрытия на рынке металлочерепицы:
- глянцевое покрытие (PE, Pural);
- мелкозернистое матовое (PEMA или PE Matt);
- матовое (неглянцевое)(Purex);
- крупнозернистое матовое (Pural Matt);

## Пожарно-технические характеристики
Профилированные листы металлочерепицы с полимерным защитно-декоративным покрытием имеют следующие показатели пожарной опасности:
1. группа горючести — Г1[источник не указан 3043 дня];
2. группа воспламеняемости — В1[источник не указан 3043 дня];
3. группа распространения пламени по поверхности — РП1[источник не указан 3043 дня].

Для каждого вида полимерного защитно-декоративного покрытия дополнительно устанавливаются показатели пожарной опасности: группа горючести, индекс распространения пламени и теплота сгорания.

## Классификация
Рекомендуется следующее условное обозначение стальных профилей для кровли с соответствующей классификацией и обозначениями:
по видам используемых материалов и защитному металлическому покрытию:
1. прокат тонколистовой оцинкованный (О);
2. прокат тонколистовой холодно- и горячекатаный горячеоцинкованный с органическим покрытием (ЛКПЦ);
3. прокат тонколистовой с алюмоцинковым покрытием (АЦ);
4. прокат тонколистовой с цинкалюминиевым покрытием (ЦА);
5. прокат тонколистовой с алюмокремниевым покрытием (АК);
6. прокат тонколистовой холоднокатаный с электролитическим цинковым покрытием (ЭОЦП);
7. прокат листовой из цинкового сплава (ТЦ);

по наличию защитно-декоративного покрытия:
1. без защитно-декоративного покрытия (без обозначения);
2. с защитно-декоративным лакокрасочным покрытием (Лк);
3. с защитно-декоративным полимерным покрытием:
4. полиэстер (PE);
5. эпоксид (EP);
6. пластизол (PVC);
7. силиконмодифицированный полиэфир (SP-SI);
8. акрилсиликон (AY-SI);
9. полиэстер с полиуретаном — гибридное покрытие (Purex);
10. полиуретан (Pur);
11. полиамидмодифицированный полиуретан (PUR-PA);
12. полиуретан с полиамидом (Pural);
13. полиэфирное (SP);
14. поливинилденфторид (PVDF) и акрил (AK);

по способу нанесения защитно-декоративного покрытия:
1. односторонне по лицевой поверхности (С);
2. двустороннее по лицевой и оборотной поверхностям (Д);

по типу профиля:
1. асимметричный (все монтеррееобразные профили) — Monterrey «Монтеррей» (Мнт), «Супер Монтеррей» (СМнт), Sierra «Сьерра», «Испанская Сьерра», «Испанская Дюна», «Макси» (Мкс);
2. симметричный — Venecja «Венеция», Murano «Мурано», Rialto «Реальто», Ferrara «Ферарра», Bella Sara «Бела Сара», Finnera «Финнера», Elite «Элит» (Эл), Decorrey «Декоррей», «Андалузия», Banga «Банга», Beavertail «Бобровый хвост», Elbrus «Эльбрус», Adamante «Адамант»;
3. трапециевидный — Cascade «Каскад».

по классификации:
1. длинно листовая металлочерепица - Monterrey «Монтеррей» (Мнт), «Супер Монтеррей» (СМнт), Sierra «Сьерра», «Испанская Сьерра», «Испанская Дюна», «Макси» (Мкс), Elite «Элит» (Эл), Decorrey «Декоррей», «Андалузия»,   Banga «Банга», Beavertail «Бобровый хвост», Elbrus «Эльбрус», Adamante «Адамант»;
2. модульная металочерепица - Finnera «Финнера»;Кровельный модуль Venecja

Кровельный модуль Venecja

3. кровельные модули, относительно новое направление в металлических кровельных покрытиях - Venecja «Венеция», Murano «Мурано», Rialto «Реальто», Ferrara «Ферарра»,  Bella Sara «Бела Сара»;

по принципу монтажа:
1. листовая — монтируется листами одинаковой ширины. Листы изготавливаются под заказ необходимой длины. Длина листов может быть равна длине ската[2];
2. модульная — монтируется одинаковыми по площади листами. Длина модуля обычно составляет один или два тайла[3] (~400 — 800 мм).

Модульная металлочерепица позволяет избежать большого количества отходов на сложных кровлях из-за возможности применять обрезанные части модулей. Однако, следует учесть, что при укладке коротких листов увеличивается расход металла на поперечные (горизонтальные) перехлесты, что значительно увеличивает расход материала на прямоугольных скатах по сравнению с длинными листами. Так же, длина ската может быть не кратной длине модуля, что приведет к подрезке листов по коньку (чего можно избежать при заказе листов необходимой длины). Поэтому на прямоугольных скатах применение модульной металлочерепицы приводит к увеличению расхода материала (если считать по общей площади листа).
Условное обозначение состоит из буквенного обозначения профиля, его типа, размеров по ширине и длине в миллиметрах, толщины исходного металлопроката в миллиметрах, вида исходного металлопроката, вида защитно-декоративного покрытия, типа по способу нанесения, цвета (при необходимости) и обозначения государственного стандарта.
П — профиль;
Мнт — тип профиля Monterrey «Монтеррей»;
1180 — ширина листа в мм;
3000 — длина листа в мм;
0,50 — толщина исходного металлопроката в мм;
ЛКПЦ — прокат оцинкованный с органическим покрытием;
Пэ — защитно-декоративное покрытие — полиэстер;
С — одностороннее защитно-декоративное покрытие;
RR32 или RAL8019 — цвет защитно-декоративного покрытия по каталогу RR или RAL.

## Стойкость полимерного покрытия кУФ-излучению
Сопротивляемость покрытий естественному наружному ультрафиолетовому излучению описывается с помощью категорий УФ сопротивляемости RUV1 – RUV4 в соответствии с EN10169-2 и EN13523-10. УФ сопротивляемость описывает, насколько хорошо покрытие способно сохранить свой первоначальный цвет (оттенок) и уровень глянца в уличных условиях под воздействием внешних сред.
Оценка материалов на устойчивость к УФ-излучению осуществляется по категории устойчивости к ультрафиолетовому излучению:
| Категория стойкости к УФ-излучению | Пример |
| Ruv1                               | Внешенее покрытие наружных элементов. |
| Ruv2                               | Регионы, расположенные севернее 45o СШ, при высоте над уровнем моря не более 900 м. |
| Ruv3                               | Регионы, расположенные южнее 45o СШ, но севернее 37oСШ, при высоте над уровнем моря не более 900 м. |
| Ruv4                               | Регионы, расположенные южнее 37o СШ, и все регионы, расположенные выше 900 м над уровнем моря. |
| ПРИМЕЧАНИЕ 1                       | Приведенные примеры дают лишь общее представление о категориях, т.к. местные условия, включающие количество солнечных дней и часов и интенсивность УФ-излучения, могут сильно варьироваться даже в пределах небольшой территории. |
| ПРИМЕЧАНИЕ 2                       | Для зданий, расположенных поблизости с морем, большими пресными водоемами или снегом, категория может быть повышена из-за отражений солнечного света от указанных поверхностей.                                                   |

## Защита от коррозии стального сердечника
Изделия из обычной стали нуждаются в дополнительной защите от коррозии, поскольку в противном случае их срок службы будет слишком короток. Цинкование - эффективная защита металлов от коррозии.  «Оцинковка» - наиболее распространенное и традиционное антикоррозионное покрытие. Наносится путем погружения листовой стали в расплав цинка (Zn). Цинковое покрытие может быть 1-го класса – 275 г/м2 и выше (по ГОСТ 14918-80),  и 2-го класса – от 140 до 225 г/м2 цинка на обе стороны поверхности.
Поэтому 2-й класс покрытия (вполне законно) - это 140 г/кв. м. и толщина цинка на каждой стороне листа – 10 мкм.
Для других толщин соответственно:
Z100 – 7,0  мкм
Z140 – 10,0 мкм
Z200 – 14,0 мкм
Z250 – 17,5 мкм
Z275 – 20,0 мкм
Z350 – 25,0 мкм
По Европейским стандартам положено делать кровлю из стали, где на квадратный метр листа приходится 275 г цинка (толщина слоя 18-20 микрон с каждой стороны). Такая кровля служит, в зависимости от прочности и типа полимерного покрытия, от двадцати пяти до пятидесяти лет.  Исследования показывают, что у стали с массой цинкового слоя 140 г на кв. метр, то есть вдвое меньше, первые признаки коррозии по являются на 7 – 10 лет раньше. Речь идет об исследованиях, которые проводятся в лабораториях и на испытательных полигонах, в особенно тяжелых климатических условиях.
По ГОСТ Р 52246-2004 “Прокат листовой горячеоцинкованный” цинковое покрытие, нанесенное с двух сторон проката, подразделяют в зависимости от массы покрытия(г/м2) на классы: 60, 80, 100, 140, 180, 200, 225, 275, 350, 450, 600

## Достоинства и недостатки
К достоинствам данного кровельного покрытия можно отнести следующие характеристики:
1. Легкость (металлочерепица как минимум в 10 раз легче натуральной черепицы (3-5 кг за 1 м2 против 40-50 кг). Для такого материала требуется менее прочная стропильная система, а также более тонкие несущие стены. Это сказывается на стоимости строительства здания[4]).
2. Прочность.
3. Экологическая безопасность.
4. Технологическая простота монтажа и ремонта кровли.
5. Большой выбор расцветок и профилей.
6. Отсутствие в отдельных случаях необходимости демонтажа старой кровли с возможностью проведения монтажа новой по обрешетке, обустраиваемой поверх существующего кровельного покрытия.
7. Малая стоимость работ по монтажу.
8. Возможность проведения монтажа при отрицательных температурах
9. Для кровельных модулей простота логистики и подъема на кровлю, гарантия попадания в цвет (оттенок для покрытий D-Matt и Х-Matt), простота и скорость монтажа.
10. При содержании цинка 275 г/кв.м - повышенные сроки эксплуатации до первых признаков появления коррозии.
11. Для кровельных модулей совпадение цвета и его оттенка, не зависимо от партии и даты производства (гарантия производителя)
12. У кровельных модулей меньшая "шумность", за счет .инновационного и конструктивного решения формы и ребер.

Недостатки металлочерепицы:
1. Повышенная шумность во время дождя и ветра, которую можно избежать, если во время монтажа кровли использовать специальный звукоизоляционный слой (обычно звукоизоляция совмещается с теплоизоляцией).
2. Повышенный расход материала на сложных кровлях (за исключением модульной металлочерепицы), при нерадивых продавцах данного материала.
3. Склонность к коррозии, которой подвержены участки с нарушенным защитным слоем и малым слоем цинкового покрытия(менее 220 г/кв. м.).
4. Необходимость дополнительной окраски мест среза и отверстий, при покупке материала с содержанием цинка менее 220 г/кв. м.
5. Необходимость использования специальных инструментов при монтаже.
6. Высокая теплопроводность (необходимость теплоизоляции), но в холодных регионах это может быть большим плюсом.
7. Зависимость качества кровли от качества уплотнителя под саморезы (если используются некачественные уплотнители, со временем они усыхают и деформируются, и кровля начинает протекать. Все зависит от приобретаемого материала и его качества[5]).
8. Возможное несовпадение оттенка (цвета) в разных партиях.

## Документация
СНиП II-26-76